# Mary Gurney
Pour les articles homonymes, voir Gurney.
Mary Gurney, née en 1836 à Denmark Hill, à Londres, et morte à Kensington, le 8 octobre 1917, est une enseignante et pédagogue britannique. Elle est connue pour son action au sein de la Girls' Public Day School Company qu'elle a contribué à fonder en 1872, et son action en faveur de l'ouverture d'écoles secondaires pour les filles.

## Biographie
Mary Gurney est la fille aînée de Joseph Guney, issue de son premier mariage avec Emma Rawlings, morte en 1842. Elle reçoit une éducation soignée donnée par son père, dont elle hérite de la soif de savoir, et elle étudie en autodidacte le latin, le grec, l'italien à la maison, tout en fréquentant brièvement une école à Wincobank Hall, près de Rotherham, dans le Yorkshire. Elle apprend plus tard l'allemand et l'espagnol. Elle prend en charge avec enthousiasme l'éducation de ses demi-sœurs, issues du second mariage de son père, fonction à laquelle elle ajoute celle de secrétaire à l'école élémentaire de filles de Wandsworth. 
Elle se préoccupe très tôt de la question de l'éducation des filles, thème auquel elle consacre une communication au congrès de sciences sociales qui se tient à Leeds, en septembre 1871. Dans cette communication intitulée « Are we to have education for our middle-class girls? », elle s'interroge sur les possibilités d'éducation offertes aux filles issues des classes moyennes anglaises. Frances Mary Buss lui propose de rejoindre le National Union for the Improvement of the Education of Women of All Classes, récemment fondé par Maria Georgina Grey pour créer des écoles de jour de qualité, adoptant des frais de scolarité modérés. Mary Gurney devient en 1872 membre du conseil créé pour la réalisation de ce projet. Cet objectif se réalise par la fondation du Girls' Public Day School Company (GPDSC) en juin 1872, et l'ouverture d'une première école à Chelsea en janvier 1873.
Mary Gurney s'investit dans la Girls' Public Day School Company, qui devient un groupement d'écoles en 1905 et devient membre de son comité pour l'éducation. Les années suivantes voient la création de nombreuses écoles de filles, notamment grâce au soutien et à l'action du GPDSC. En 1890, une trentaine d'écoles existent, réparties également entre Londres et sa région, et d'autres localités anglaises. Mary Gurney appartient au comité d'éducation de cet organisme, comité qu'elle dirige de 1897 à 1913. Elle estime nécessaire que le Girls' Public Day School Company maintienne des contacts étroits avec les écoles qu'il a contribué à créer. Cela se fait par des inspections d'école, des examens pour évaluer le niveau académique des élèves et des statistiques sur le nombre d'élèves inscrits dans les écoles rattachées à l'organisme. Elle témoigne en 1894 de cette entreprise, accompagnée par William Henry Stone, membre du parlement et président du Girl's Public Day School Company, devant la commission royale pour l'enseignement secondaire britannique dirigée par James Bryce, et publie en 1899, un ouvrage intitulé What is Secondary School.
Elle appartient à plusieurs conseils d'administration de sociétés liées à l'éducation des filles, notamment le Maria Grey Training College et la London Society fo the extension of University Teaching. Elle est gouverneure de la Cheltenham Ladies' College et du Princess Helena College (en). Elle devient membre du conseil de Girton College en 1894, tout en se montrant défavorable à des universités réservées aux femmes. Elle est mécène de cette université, avec sa sœur Amelia, et fait un don pour financer le laboratoire de chimie de Girton.
Elle soutient le mouvement éducatif Fröbel, fait partie du conseil de la société et traduit en anglais sous le titre Kindergarten Practice (1877) un ouvrage d'un pédagogue frobelien A. Koehler. Elle traduit en anglais des articles d'éducation, notamment dans la revue The Antiquary. Elle est signataire de la pétition adressée à la Chambre des Lords en 1885, qui réclame la reconnaissance des droits civiques des femmes chefs de famille.
Elle vit avec son père à Tyndale Lodge, près de Wimbledon, jusqu'à la mort de celui-ci, puis s'installe avec sa sœur Amelia à Kensington, après 1879. Elle meurt à son domicile de Kensington le 8 octobre 1917, et est enterrée au cimetière de Putney Vale. Elle lègue une somme de 1 000 £ au GPDSC afin de financer une bourse d'études.

## Publications
- What is Secondary School, 1899